# Sainte-Anne (Doubs)
Pour les articles homonymes, voir Sainte-Anne.
Sainte-Anne est une commune française située dans le département du Doubs, la région culturelle et historique de Franche-Comté et la région administrative Bourgogne-Franche-Comté.
Ses habitants sont nommés les Saintanniers et Saintannières.

## Géographie
Le village de Sainte-Anne, situé à 630m d'altitude sur le plateau de Dournon, domine à l'est la vallée du ruisseau de Château-Renaud et, au nord, celle du Lison ainsi que le village de Nans-sous-Sainte-Anne dont le nom décrit sa situation géographique. Le territoire de la commune est traversé au sud par le ruisseau du Bief des Laizines qui prend le nom de ruisseau de Château-Renaud dans le bois éponyme en amont du pont du Diable.

### Toponymie
Sancta Anna en 1158 ; Sancta Agna au XIIe siècle ; Saint Agne en 1292 ; Saint-Aigne en 1311 ; Sante Agne en 1352 ; Sainte-Anne en 1413 ; Nouveau Sainte Anne en 1702 ; Saint-Agnès jusqu'en 1855.
Dans l'ouvrage "Description de la Franche-Comté" par Gilbert Cousin, on apprend que l'origine du nom du village viendrait en fait du mot arabe "asna" signifiant "illustre".

### Climat
Pour des articles plus généraux, voir Climat de la Bourgogne-Franche-Comté et Climat du Doubs.
En 2010, le climat de la commune est de type climat de montagne, selon une étude du Centre national de la recherche scientifique s'appuyant sur une série de données couvrant la période 1971-2000. En 2020, Météo-France publie une typologie des climats de la France métropolitaine dans laquelle la commune est exposée à un climat semi-continental et est dans la région climatique  Jura, caractérisée par une forte pluviométrie en toutes saisons (1 000 à 1 500 mm/an), des hivers rigoureux et un ensoleillement médiocre. 
Pour la période 1971-2000, la température annuelle moyenne est de 8,7 °C, avec une amplitude thermique annuelle de 16,8 °C. Le cumul annuel moyen de précipitations est de 1 510 mm, avec 13,7 jours de précipitations en janvier et 10,2 jours en juillet. Pour la période 1991-2020, la température moyenne annuelle observée sur la station météorologique de Météo-France la plus proche, « Coulans », sur la commune d'Éternoz à 7 km à vol d'oiseau, est de 10,5 °C et le cumul annuel moyen de précipitations est de 1 259,2 mm. 
La température maximale relevée sur cette station est de 38,7 °C, atteinte le 24 août 2023 ; la température minimale est de −18,9 °C, atteinte le 20 décembre 2009,,. 
Les paramètres climatiques de la commune ont été estimés pour le milieu du siècle (2041-2070) selon différents scénarios d'émission de gaz à effet de serre à partir des nouvelles projections climatiques de référence DRIAS-2020. Ils sont consultables sur un site dédié publié par Météo-France en novembre 2022.

## Urbanisme

### Typologie
Au 1er janvier 2024, Sainte-Anne est catégorisée commune rurale à habitat très dispersé, selon la nouvelle grille communale de densité à 7 niveaux définie par l'Insee en 2022.
Elle est située hors unité urbaine. Par ailleurs la commune fait partie de l'aire d'attraction de Pontarlier, dont elle est une commune de la couronne,. Cette aire, qui regroupe 54 communes, est catégorisée dans les aires de moins de 50 000 habitants,.

### Occupation des sols
L'occupation des sols de la commune, telle qu'elle ressort de la base de données européenne d’occupation biophysique des sols Corine Land Cover (CLC), est marquée par l'importance des forêts et milieux semi-naturels (62,1 % en 2018), en diminution par rapport à 1990 (63,5 %). La répartition détaillée en 2018 est la suivante : 
forêts (62,1 %), prairies (20,5 %), zones agricoles hétérogènes (17,5 %). L'évolution de l’occupation des sols de la commune et de ses infrastructures peut être observée sur les différentes représentations cartographiques du territoire : la carte de Cassini (XVIIIe siècle), la carte d'état-major (1820-1866) et les cartes ou photos aériennes de l'IGN pour la période actuelle (1950 à aujourd'hui).

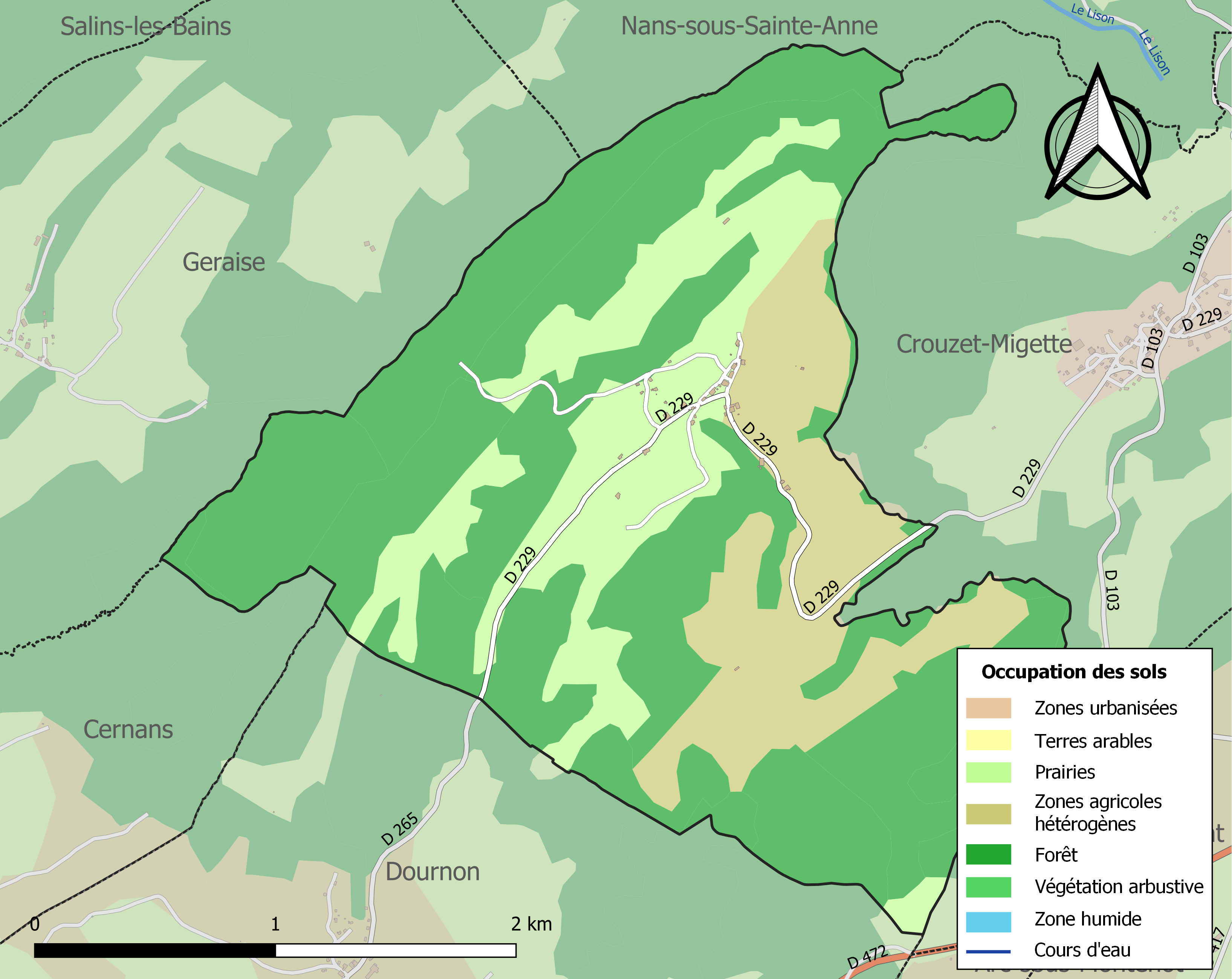
Carte des infrastructures et de l'occupation des sols de la commune en 2018 (CLC).

## Histoire
Première citation de Sainte-Anne en 1225. Le village de Sainte-Anne est de création récente. Il s'est construit sur un petit plateau au-dessus de la source du Lison. Ce château et son bourg attenant était selon Gilbert Cousin, un des plus célèbres du comté de Bourgogne, car extrêmement bien fortifié et réputé imprenable. Lors de la seconde conquête de la Franche-Comté, Jacques Henri de Durfort se présenta le 7 juillet 1674 devant le château commandé par Claude François Balland, gendre de Lacuzon. Celui-ci n’avait sous ses ordres que 63 hommes dont la majorité étaient des paysans des environs. Il se rendit le 10 juillet après avoir épuisé sa provision de poudre. Sainte-Anne fut la dernière place forte comtoise à se rendre. Le château fut totalement démantelé, en 1676, sur ordre de Louis XIV. 
L'église datant de 1689 du nouveau Sainte-Anne est isolée sur le plateau du "Dournon", au sud-ouest du village.

## Politique et administration

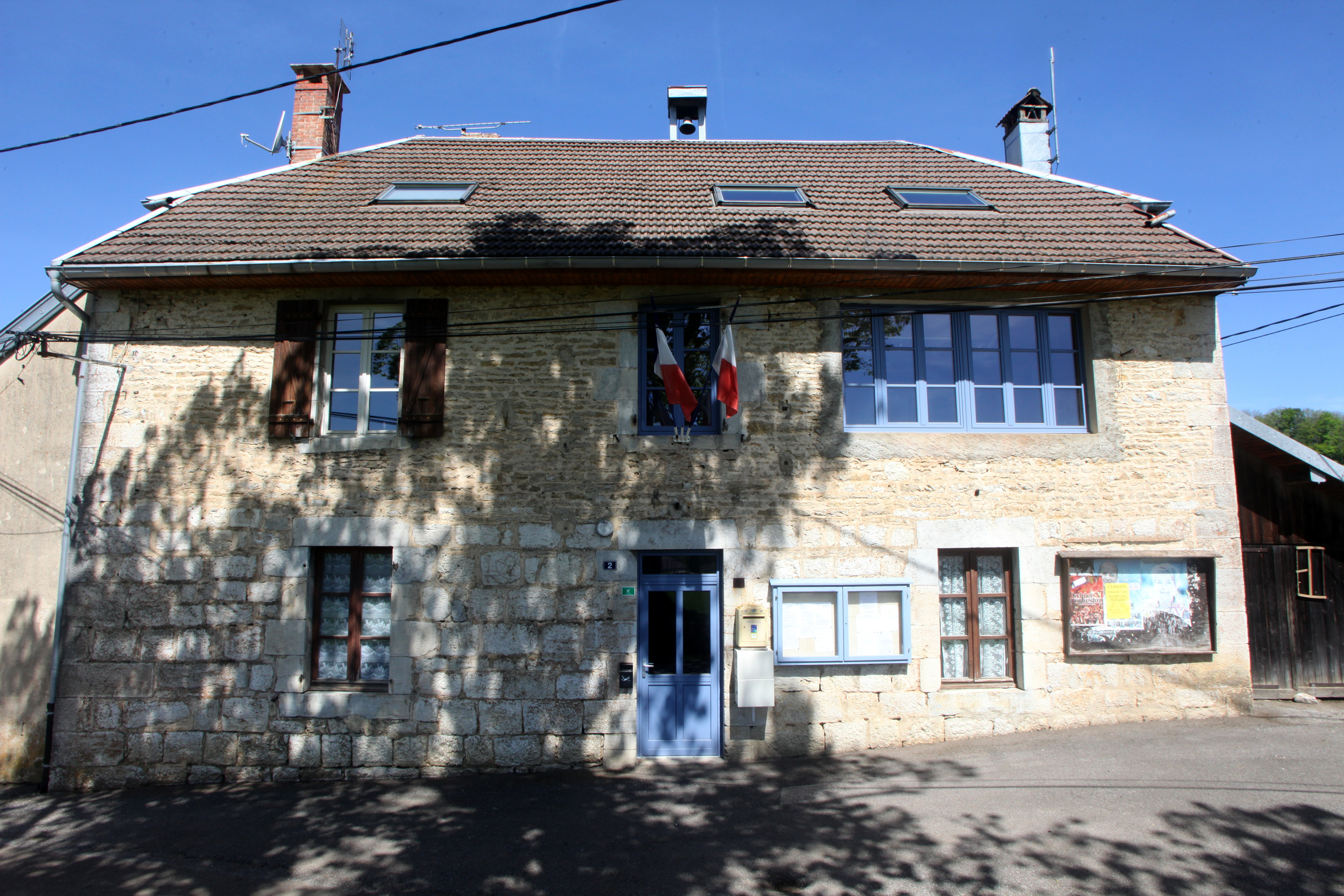
Mairie.

| Période                                  | Période | Identité                                  | Étiquette | Qualité  |
| ---------------------------------------- | ------- | ----------------------------------------- | --------- | -------- |
| vers 1841                                |         | Michel                                    |           |          |
| avant 1988                               |         | Joël Bôle, Réélu pour le mandat 2020-2026 | PS        | Retraité |
| Les données manquantes sont à compléter. |         |                                           |           |          |

## Démographie
L'évolution du nombre d'habitants est connue à travers les recensements de la population effectués dans la commune depuis 1793. Pour les communes de moins de 10 000 habitants, une enquête de recensement portant sur toute la population est réalisée tous les cinq ans, les populations de référence des années intermédiaires étant quant à elles estimées par interpolation ou extrapolation. Pour la commune, le premier recensement exhaustif entrant dans le cadre du nouveau dispositif a été réalisé en 2004.

En 2022, la commune comptait 52 habitants, en évolution de +33,33 % par rapport à 2016 (Doubs : +1,88 %, France hors Mayotte : +2,11 %).
| 1793 | 1800 | 1806 | 1821 | 1831 | 1836 | 1841 | 1846 | 1851 |
| ---- | ---- | ---- | ---- | ---- | ---- | ---- | ---- | ---- |
| 117  | 104  | 125  | 136  | 141  | 163  | 132  | 115  | 123  |

| 1856 | 1861 | 1866 | 1872 | 1876 | 1881 | 1886 | 1891 | 1896 |
| ---- | ---- | ---- | ---- | ---- | ---- | ---- | ---- | ---- |
| 115  | 102  | 107  | 102  | 92   | 93   | 108  | 81   | 85   |

| 1901 | 1906 | 1911 | 1921 | 1926 | 1931 | 1936 | 1946 | 1954 |
| ---- | ---- | ---- | ---- | ---- | ---- | ---- | ---- | ---- |
| 67   | 67   | 68   | 77   | 56   | 70   | 77   | 63   | 56   |

| 1962 | 1968 | 1975 | 1982 | 1990 | 1999 | 2004 | 2006 | 2009 |
| ---- | ---- | ---- | ---- | ---- | ---- | ---- | ---- | ---- |
| 64   | 65   | 51   | 36   | 37   | 29   | 30   | 32   | 27   |

| 2014 | 2019 | 2022 | - | - | - | - | - | - |
| ---- | ---- | ---- | - | - | - | - | - | - |
| 36   | 47   | 52   | - | - | - | - | - | - |

## Lieux et monuments
- Les vestiges du château de Sainte-Anne qui fut une des plus grandes places fortes de la famille de Chalon.

Ce territoire était, à l'origine la propriété de l'abbaye de Chenecey. 
La première implantation castrale date de 1225. Elle est due aux sires de Rang. 
À la suite de différents rachats, le plateau de Sainte-Anne devint l'unique propriété de Jean de Chalon. Ce dernier fortifia de manière colossale ce plateau (fossé taillé dans le roc vif, murs cyclopéens de plus de deux mètres d'épaisseur, création et implantation d'un bourg castral avec franchises, ...).
Jugée comme imprenable, et pour cause, c'est au sein de cette forteresse qu'était regroupée l'ensemble des archives de la famille de Chalon.
Cette place forte fut assiégée par les troupes de Louis XI vers 1479, inquiétée en 1595 par celles d'Henri IV, assiégée par les Suédois en 1639 puis par les troupes de Louis XIV en 1668 puis 1674.
Elle fut totalement démantelée, sur ordres de Louis XIV en 1674.
Avant d'être totalement rasée, la forteresse de Sainte-Anne fut lithographiée par van der Meulen, peintre de Louis XIV, sur deux vues. Un tableau peint également par cet artiste, et datant de la même période, nous montre, avec force détails, le dernier siège qu'eut à subir ce château.
Il existe deux autres lithographies colorées, extraites du "Petit Beaulieu", et datée de 1698.

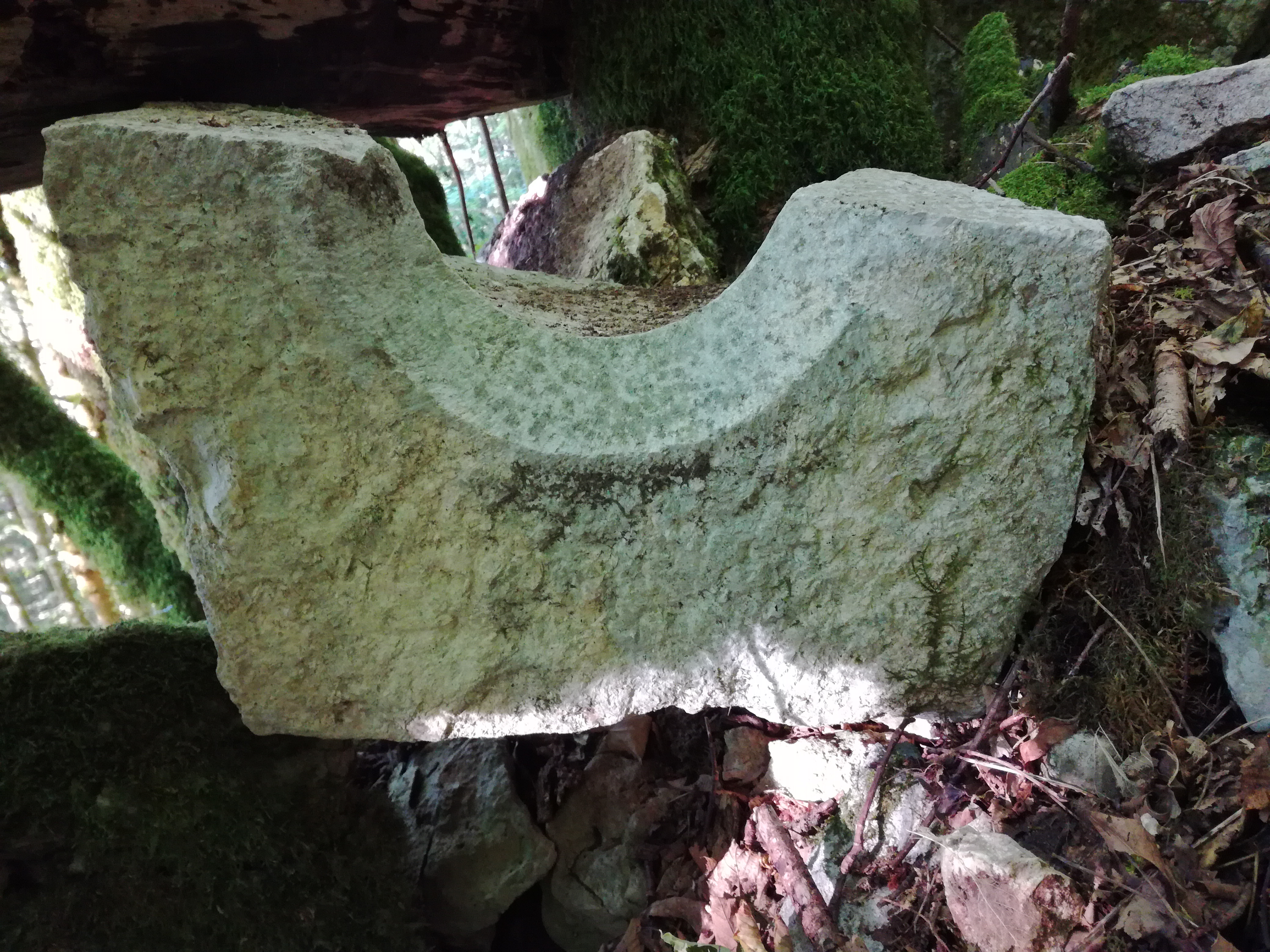
Vestiges d'une bouche à feu gisant au sol.

Grâce à celles-ci, il est parfaitement aisé de distinguer la formidable barbacane triangulaire qui protégeait l'entrée du château, et dont il ne reste absolument plus aucun vestige de nos jours.
Cette forteresse, du fait de sa situation, ne fut jamais prise, et ce, malgré les nombreuses canonnades qu'elle essuya dans le courant du XVIIe siècle.
Maigres en sont les ruines aujourd'hui, on peut tout de même distinguer le large et profond fossé taillé dans le roc qui protégeait l'accès au château ainsi qu'à l'ancien village de Sainte-Anne.
Un œil avisé distingue très nettement de nombreuses encoches creusées dans le roc vif du fossé du côté de Nans. Celles-ci pourraient trahir la présence d'une structure en bois.
À noter, surtout, le mur cyclopéen constitué par de superbes et énormes pierres à bossages. Celui-ci suivait tout le pourtour du rocher depuis le fossé.
Une importante poterne, la porte du Coulou, protégée par les restes d'une bouche à feu, permettait de sortir de la place forte, au pied des rochers du côté de Migette, et d'accéder en cas de siège à la source établie à ses pieds.
En allant en direction de Dournon, la dernière maison du village, sur la droite présente au passant une superbe bouche à feu. Elle a été extraite des ruines de la forteresse lors de la construction du village. Un second type similaire à cette dernière, a été vu in situ en mars 2008.
- L'Église Saint-Thiebaut du XVIIIe siècle est inscrite aux monuments historiques depuis 2006.

- Le pont du Diable : ce pont a été construit entre 1875 et 1880 pour relier Sainte-Anne à Crouzet-Migette et sortir Sainte-Anne de son isolement qui, jusqu'alors, n'était accessible que par une passerelle piétonnière et dangereuse.
- Le belvédère du vieux château situé au bout du promontoire sur lequel était établi l'ancien château.

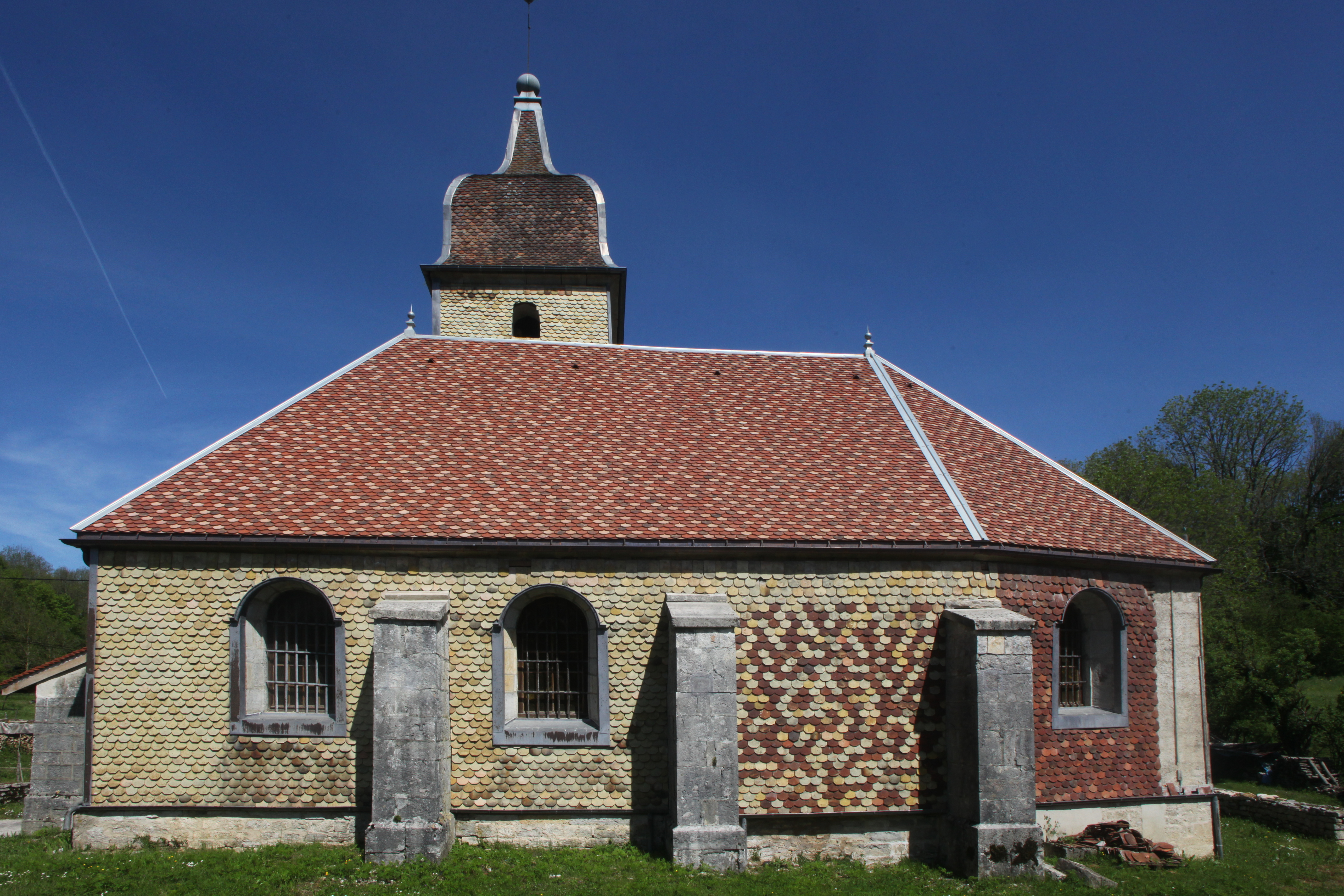
Église Saint-Thiebaut.
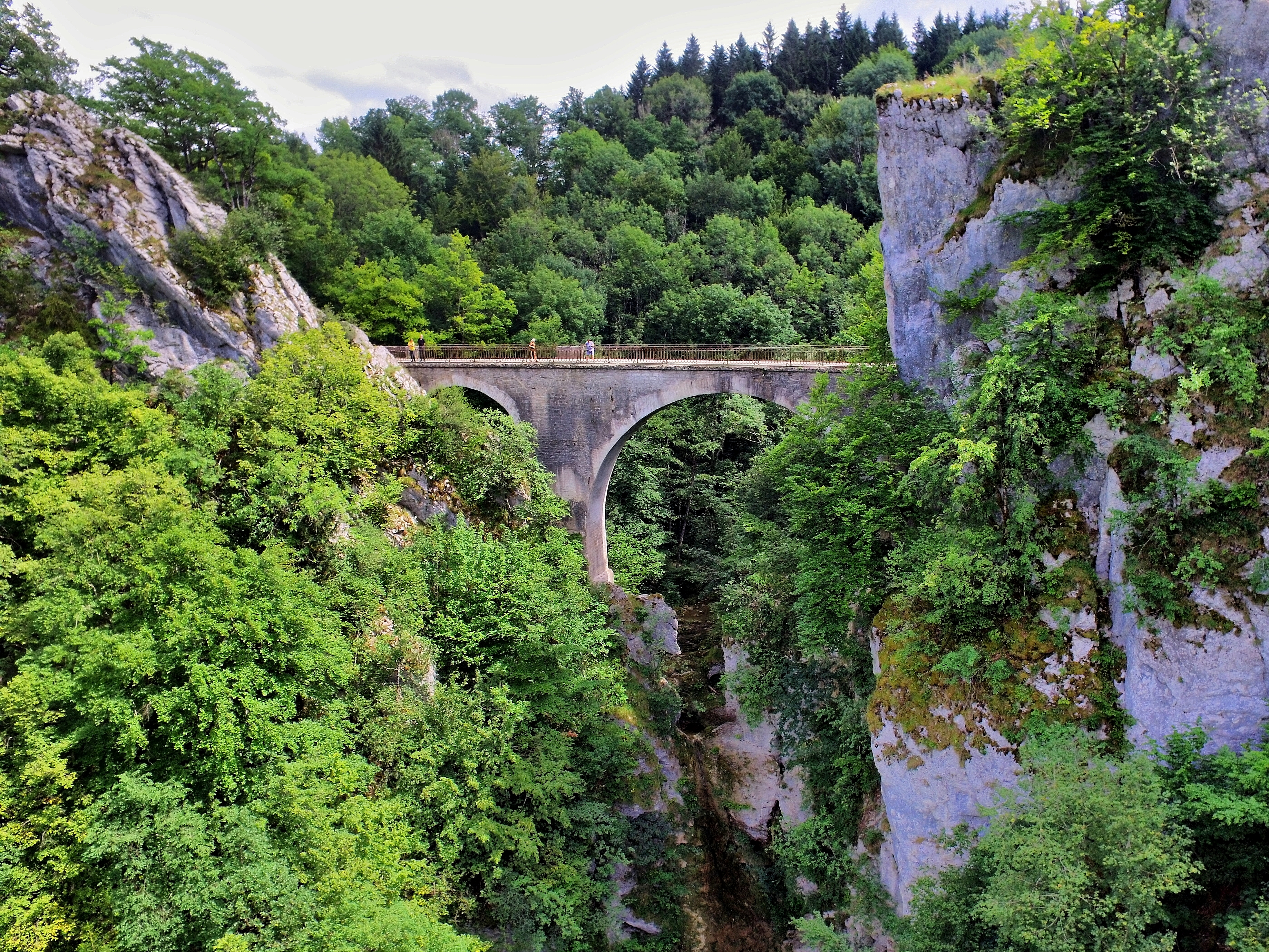
Le pont du diable (vue aval).
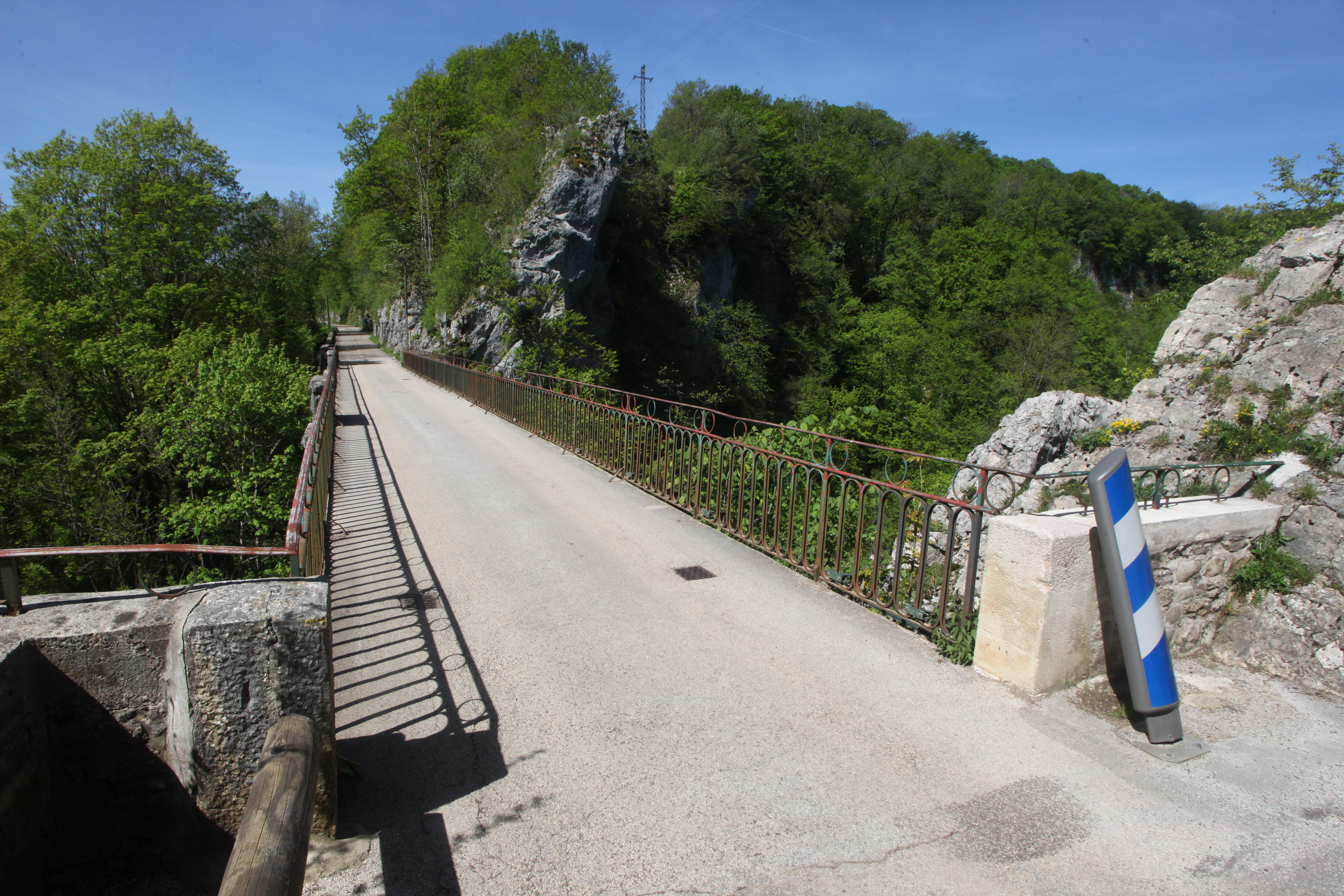
Le pont du Diable (depuis la route).
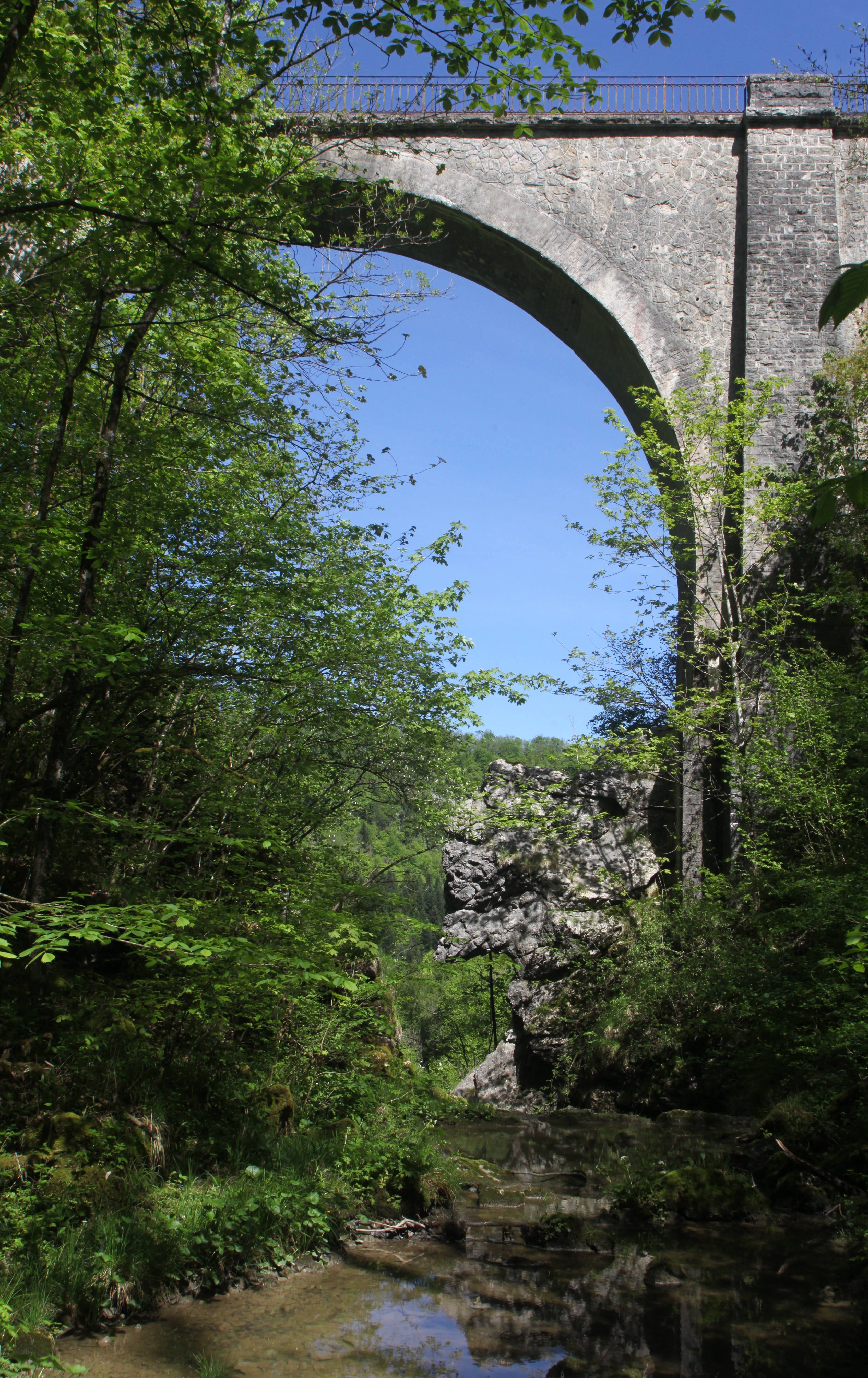
Le pont du Diable (vu du bas).
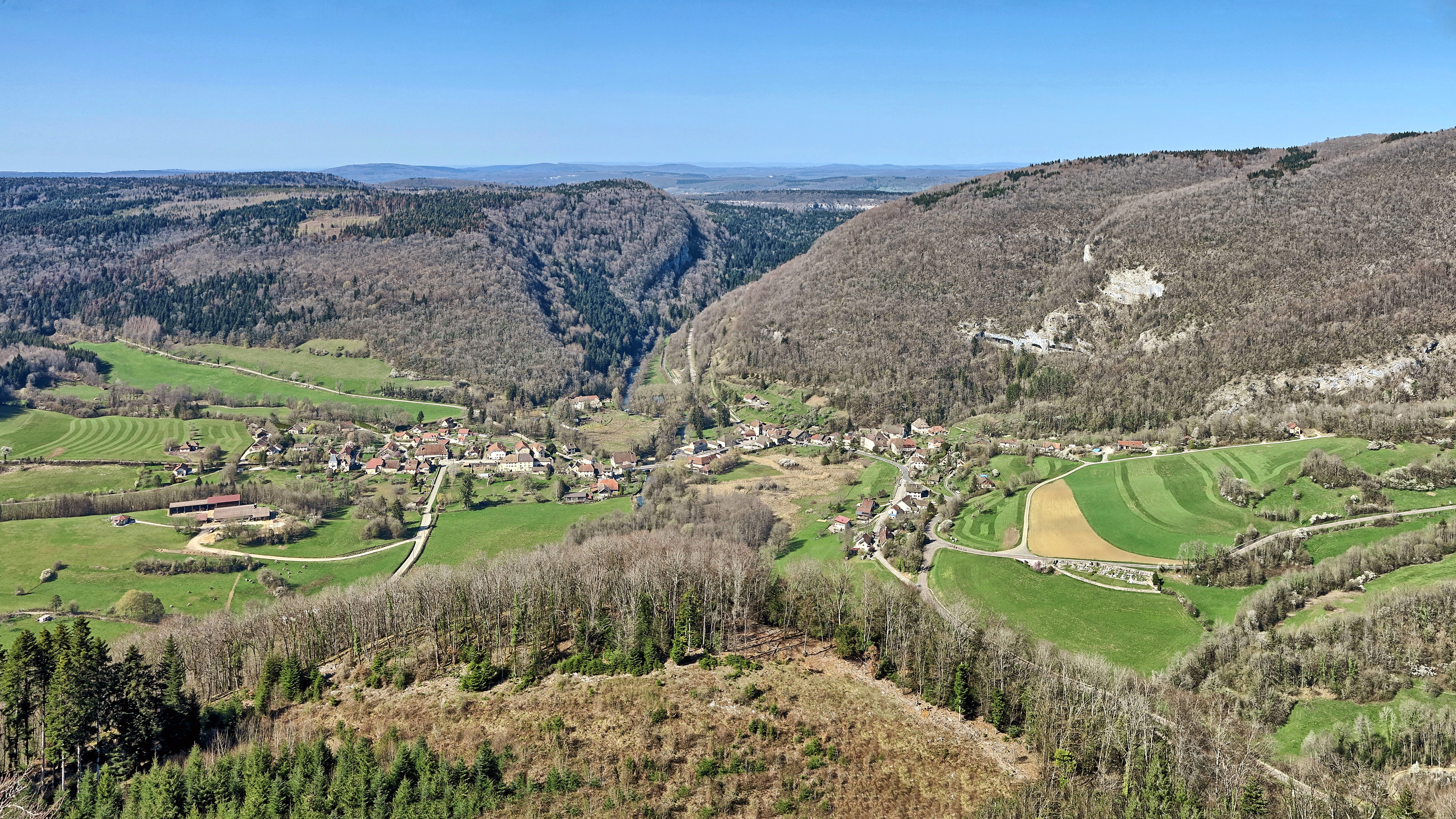
Panorama depuis le belvédère du vieux château.